# Scottie Barnes
Scott Wayne Barnes Jr. (West Palm Beach, 2001. augusztus 1. –) amerikai kosárlabdázó, aki jelenleg a National Basketball Associationben (NBA) szereplő Toronto Raptors játékosa. Egyetemen a Florida State Seminoles csapatában játszott, ahol beválasztották a főcsoport harmadik csapatába a Atlanti-parti Főcsoportban (ACC). A 2021-es NBA-drafton a Toronto Raptors választotta a negyedik helyen, megválasztották az Év újoncának. 2024-ben lett először All Star.

## Középiskolai pályafutása
Elsőévesként Barnes a Cardinal Newman Középiskola játékosa volt West Palm Beachen, Floridában. Beválasztották a régió második csapatába és a MaxPreps Freshman All-American elismerést is megkapta, miután vezetésével 19–8-as teljesítménnyel fejezte be a Newman a szezont és eljutott az 5A elődöntőjébe. A szezont követően a NSU Egyetemi Iskola (Fort Lauderdale) játékosa lett, ahol csapattársa volt Vernon Carey Jr. is, az osztály legmagasabban értékelt tizenegyedikese.
Tizedik osztályban segítségével 36 mérkőzést nyert meg csapat és mindössze kettőt vesztett el, megnyerve az első 5A-címét. Ezek mellett segítségével a NSU megnyerte a City of Palms Classic tornát és a legértékesebb játékosnak választották, miután 15 pontja és 8 lepattanója volt a döntőben az első helyen rangsorolt East Középiskola ellen. A GEICO Nationals tornán 21,3 pontot és 9,7 lepattanót átlagolt, aminek köszönhetően iskolája második lett. Tizenegyedikes szezonjában 13,1 pontot, 7 lepattanót és 4,8 gólpasszt átlagolt, csapata 27–5-ös teljesítménnyel zárta a szezont és megvédte az 5A-címét.
2019. augusztus 5-én bejelentette, hogy ismét iskolát vált, ezúttal a Montverde Academy (Montverde) játékosa lett. Átigazolását követően egy csapatban szerepelt Cade Cunninghammel és Day’Ron Sharpe-pal, akik hozzá hasonlóan a 2021-es NBA-draft első körében kerültek be a ligába. Ezt a csapatot minden idők egyik legjobb középiskolai csapatának tekintik. Barnes 11,6 pontot, 6,5 lepattanót és 4,6 gólpasszt átlagolt, amellyel hozzásegítette csapatát egy veretlen (25–0) szezonhoz, amelyben átlagosan 39 ponttal verték meg ellenfeleiket. A MaxPreps és a Sports Illustrated is beválasztotta az All-American Első csapatba. Kiválasztották a McDonald’s All-American-, a Jordan Brand Classic- és a Nike Hoop Summit-gálákra, de mindhármat lemondták a Covid19-pandémia miatt.

### Utánpótlás értékelése
Egy ötcsillagos utánpótlásjátékos, Barnes a 2020-as osztály negyedik legjobb játékosának tekintette az ESPN. A Rivals és az ESPN is az osztály legjobb erőcsatárának nevezte. 2019. október 14-én Barnes bejelentette, hogy a következő szezonban a Florida Állami Egyetem játékosa lesz, illetve, hogy elutasította a Kentucky, Miami (Florida) és Oregon ajánlatait.
| Név                                                        | Szülőváros                                                        | Középiskola            | Magasság       | Súly            | Döntés dátuma     |
| ---------------------------------------------------------- | ----------------------------------------------------------------- | ---------------------- | -------------- | --------------- | ----------------- |
| Scottie Barnes F                                           | West Palm Beach, FL                                               | Montverde Academy (FL) | 6’ 9" (206 cm) | 225 lb (102 kg) | 2019. október 14. |
| Scottie Barnes F                                           | Értékelés: Scout: N/A Rivals: 247Sports: ESPN: ESPN-értékelés: 96 |                        |                |                 |                   |
| Általános országos rang: Rivals: 7. 247Sports: 9. ESPN: 5. |                                                                   |                        |                |                 |                   |

## Egyetemi pályafutása

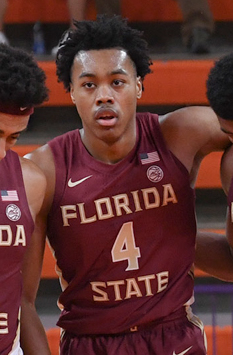
Barnes 2020-ban.

2021. március 13-án Barnes karriercsúcs 21 pontot szerzett a Georgia Tech elleni 80–75 arányú vereség alkalmával az ACC tornán. Elsőévesként 10,3 pontot, 4,1 gólpasszt, 4 lepattanót és 1,5 labdaszerzést átlagolt, aminek köszönhetően elnyerte az ACC Az év elsőévese és az ACC Az év hatodik játékosa díjat, az All-ACC Harmadik csapat-elismerés mellett. Április 9-én bejelentette, hogy részt vesz a 2021-es NBA-drafton és, hogy feladja fennmaradó egyetemi játékjogát.

## Profi pályafutása

### Toronto Raptors (2021–)
Barnest a Toronto Raptors választotta a negyedik helyen a 2021-es NBA-drafton. 2021. augusztus 8-án írta alá szerződését a csapattal. Október 20-án debütált az NBA-ben, 12 pontot, 9 lepattanót és egy gólpasszt szerezve a Washington Wizards elleni 98–83 arányú győzelem alkalmával. Két nappal később megszerezte első dupla-dupláját 25 ponttal és 13 lepattanóval a Boston Celtics elleni győzelem során. 2022. január 21-én karriercsúcs 27 pontot szerzett, amelyet február 25-én megdöntött, egy plusz ponttal. Február 28-án ismét 28-at dobott a Brooklyn Nets elleni 133–97 arányú győzelem alkalmával. Március 3-án a keleti főcsoport hónap játékosává választották februárra.

## A válogatottban
Barnes aranyérmet nyert az amerikai válogatottal a 2017-es U16-os FIBA Americas bajnokságon (Formosa, Argentína), miután 9,8 pontot, 3,2 lepattanót, 2,4 labdaszerzést átlagolt. Az elődöntőben Argentína ellen ő szerezte a legtöbb pontot, hússzal és hat labdaszerzése volt, megdöntve a rekordot a büntetődobás-hatékonyságért, tökéletesen dobott. A 2018-as U17-es világbajnokságon 9,5 pontot és 5,8 lepattanót szerzett meccsenként és ismét aranyérmes volt. A 2019-es U19-es világbajnokságon 9,7 pontot, 4,9 lepattanót és 2,7 gólpasszt átlagolt, ahol elnyerte harmadik aranyérmét az amerikai utánpótlás-válogatottak tagjaként.

## Magánélete
Barnes apja jamaicai és több rokona is Kanadából származik.

## Statisztikák

### Egyetem
| Év        | Csapat        | JM | KM | JP/M | MG%  | 3P%  | BD%  | LP/M | GP/M | L/M | B/M | P/M  |
| --------- | ------------- | -- | -- | ---- | ---- | ---- | ---- | ---- | ---- | --- | --- | ---- |
| 2020–2021 | Florida State | 24 | 7  | 24,8 | .503 | .275 | .621 | 4,0  | 4,1  | 1,5 | 0,5 | 10,3 |

### NBA

#### Alapszakasz
| Év        | Csapat          | JM  | KM  | JP/M | MG%  | 3P%  | BD%  | LP/M | GP/M | L/M | B/M | P/M  |
| --------- | --------------- | --- | --- | ---- | ---- | ---- | ---- | ---- | ---- | --- | --- | ---- |
| 2021–2022 | Toronto Raptors | 74  | 74  | 35,4 | .492 | .301 | .735 | 7,5  | 3,5  | 1,1 | 0,7 | 15,3 |
| 2022–2023 | Toronto Raptors | 77  | 76  | 34,8 | .456 | .281 | .772 | 6,7  | 4,8  | 1,1 | 0,8 | 15,3 |
| 2023–2024 | Toronto Raptors | 60  | 60  | 34,9 | .475 | .341 | .781 | 8,2  | 6,1  | 1,3 | 1,5 | 19,9 |
| 2024–2025 | Toronto Raptors | 65  | 65  | 32,8 | .446 | .271 | .755 | 7,7  | 5,8  | 1,4 | 1,0 | 19,3 |
| Karrier   | Karrier         | 276 | 275 | 34,5 | .466 | .300 | .761 | 7,5  | 5,0  | 1,2 | 1,0 | 17,2 |
| All-Star  | All-Star        | 1   | 0   | 17,7 | .700 | .400 | —    | 8,0  | 3,0  | 1,0 | 0,0 | 16,0 |

#### Play-in
| Év      | Csapat          | JM | KM | JP/M | MG%  | 3P%  | BD%  | LP/M | GP/M | L/M | B/M | P/M  |
| ------- | --------------- | -- | -- | ---- | ---- | ---- | ---- | ---- | ---- | --- | --- | ---- |
| 2023    | Toronto Raptors | 1  | 1  | 40,5 | .538 | .500 | .571 | 10,0 | 2,0  | 2,0 | 1,0 | 19,0 |
| Karrier | Karrier         | 1  | 1  | 40,5 | .538 | .500 | .571 | 10,0 | 2,0  | 2,0 | 1,0 | 19,0 |

#### Rájátszás
| Év      | Csapat          | JM | KM | JP/M | MG%  | 3P%  | BD%  | LP/M | GP/M | L/M | B/M | P/M  |
| ------- | --------------- | -- | -- | ---- | ---- | ---- | ---- | ---- | ---- | --- | --- | ---- |
| 2022    | Toronto Raptors | 4  | 4  | 33,2 | .429 | .167 | .813 | 9,0  | 4,3  | 1,0 | 0,3 | 12,8 |
| Karrier | Karrier         | 4  | 4  | 33,2 | .429 | .167 | .813 | 9,0  | 4,3  | 1,0 | 0,3 | 12,8 |